# تقویم ظهور

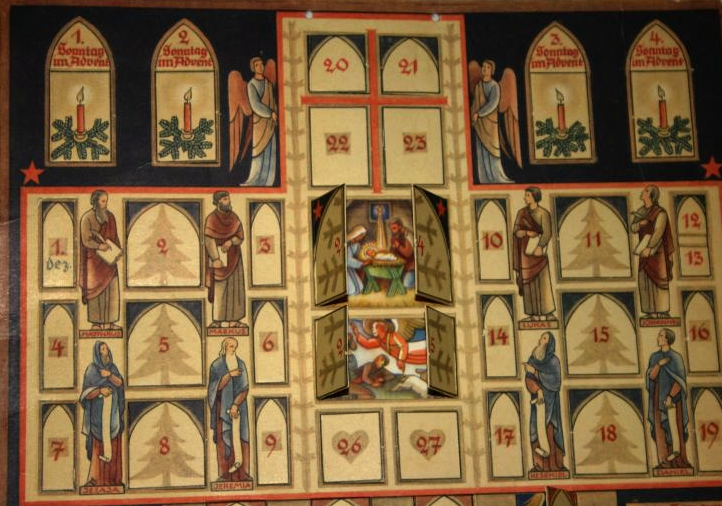
یک تقویم ظهور. صحنه ولادت مسیح در پشت دریچه ۲۴اُم تقویم و صحنه نیایش شبانان در پشت دریچه ۲۵ قرار داده شده است. برای هریک از چهار یکشنبه در طول جشن ظهور، یک دریچه جدا تعبیه شده است.

تقویم ظهور (انگلیسی: Advent calendar، در انگلیسی برگرفته از از واژه آلمانی Adventskalender به معنی گاه‌شمارِ آمدن)، یا تقویم کریسمس، تقویمی است که برای شمارش روزهای جشن ظهور در انتظار کریسمس استفاده می‌شود.
در مسیحیت، جشن ظهور یک دوره آمادگی معنوی است که چهار یکشنبه قبل از کریسمس شروع می‌شود و تا شب کریسمس ادامه دارد. این دوره برای مسیحیان یادآور انتظار برای تولد عیسی مسیح و همچنین آمادگی باورمندان برای بازگشت دوباره او در آنچه آخرالزمان می‌دانند، است. در طول جشن ظهور، مسیحیان با دعا، روزه، مطالعه کتاب مقدس خود و انجام کارهای نیک به استقبال کریسمس می‌روند.
تقویم ظهور، از آنجایی که تاریخ اولین یکشنبه جشن ظهور متغیر است و بین ۲۷ نوامبر تا ۳ دسامبر (شامل هر دو) قرار می‌گیرد، بسیاری از تقویم‌های ظهور قابل استفاده مجدد که از کاغذ یا چوب ساخته شده‌اند، از اول دسامبر شروع می‌شوند. برخی دیگر از اولین یکشنبه ظهور شروع می‌شوند.
تقویم ظهور اولین بار توسط لوترهای آلمانی در قرن ۱۹ و ۲۰ استفاده شد و از آن زمان به سایر فرقه‌های مسیحی گسترش یافته است.

## طرح و استفاده

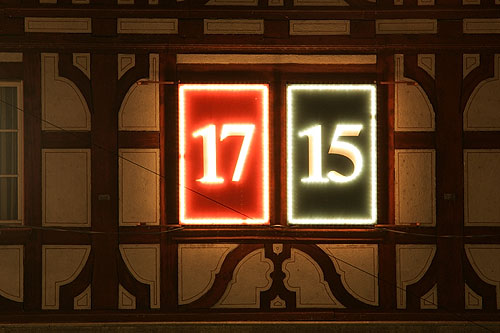
دریچه‌های ۱۵ و ۱۷ دسامبر یک تقویم ظهور در ساختمانی در لوسرن، سوئیس.

تقویم‌های ظهور سنتی صحنهٔ تولد مسیح، نیکلاس قدیس و آب و هوای زمستانی را به تصویر می‌کشند، در حالی که برخی دیگر دارای موضوعات مختلفی از ورزش گرفته تا حرفه و فن هستند. آنها به اشکال مختلفی وجود دارند، از یک تقویم کاغذی ساده با درهایی که هر یک از روزها را می‌پوشانند تا جیب‌های پارچه‌ای روی یک صحنه پس‌زمینه تا جعبه‌های چوبی رنگ شده با سوراخ‌های مکعبی برای وسایل کوچک.
بسیاری از تقویم‌های کریسمس به شکل یک کارت مستطیل‌شکل بزرگ با «در» هستند، یکی برای هر روز دسامبر که منتهی به و شامل شب کریسمس (۲۴ دسامبر) یا روز کریسمس (۲۵ دسامبر) می‌شود. درهای متوالی هر روز تا کریسمس باز می‌شوند، که از ابتدای فصل جشن ظهور برای آن سال شروع می‌شود، یا به سادگی از اول دسامبر، مانند تقویم‌های ظهور قابل استفاده مجدد.
اغلب درها بدون ترتیب خاصی در سراسر تقویم توزیع می‌شوند. درهای تقویم باز می‌شوند تا یک تصویر، یک شعر، بخشی از یک داستان (مانند داستان میلاد عیسی) یا یک هدیه کوچک مانند یک اسباب‌بازی یا یک شکلات را نشان دهند. اغلب، هر دری دارای یک آیه کتاب مقدس و دعای مسیحی است که مسیحیان آن را به عنوان بخشی از عبادات روزانه ظهور خود می‌گنجانند.
انواع مختلفی از تقویم‌های ظهور وجود دارد. برخی از روستاهای اروپایی تقویم‌های ظهور را روی ساختمان‌ها یا حتی به اصطلاح تقویم‌های ظهور «زنده» ایجاد می‌کنند که در آن پنجره‌های مختلف برای هر روز ظهور تزئین می‌شوند.

## در اسکاندیناوی
در دانمارک، فنلاند، ایسلند، نروژ و سوئد، سنتی وجود دارد که تقویم‌های کریسمس (Julekalender، سوئدی: Julkalender، فنلاندی: Joulukalenteri، ایسلندی: Jóladagatal؛ کلمه محلی برای یک تقویم یول یا کریسمس) به شکل یک برنامه تلویزیونی یا رادیویی برگزار می‌شود که از اول دسامبر شروع می‌شود و در شب کریسمس (۲۴ دسامبر) به پایان می‌رسد.
اولین نمایش از این دست در سال ۱۹۵۷ به شکل سریال رادیویی سوئدی Barnens adventskalender از رادیو پخش شد. اولین برنامه تلویزیونی این ژانر در سال ۱۹۶۰ به شکل برنامه سوئدی Titteliture پخش شد. اولین تقویم کریسمس که در دانمارک پخش شد Historier fra hele verden در سال ۱۹۶۲ بود. برنامه‌های تقویم تلویزیونی کریسمس اکنون به سایر کشورهای شمال اروپا گسترش یافته است. به عنوان مثال، در فنلاند، این نمایش Joulukalenteri نامیده می‌شود.
در طول سال‌ها، چندین نوع تقویم کریسمس وجود داشته است. برخی برای کودکان، برخی برای کودکان و بزرگسالان و برخی فقط برای بزرگسالان هستند. یک نمایش رادیویی تقویم کریسمس در سوئد وجود دارد که در روزهای منتهی به کریسمس پخش می‌شود. یک نمونه کلاسیک از تقویم کریسمس که مورد علاقه کودکان و همچنین بزرگسالان است، اگر صرفاً به دلایل نوستالژیک باشد، نمایش تلویزیونی نروژی Jul i Skomakergata در سال ۱۹۷۹ است. نمونه دیگر نمایش تلویزیونی ایسلندی Á baðkari til Betlehem در سال ۱۹۹۰ است.

## نگارخانه

تقویم‌های‌ظهور
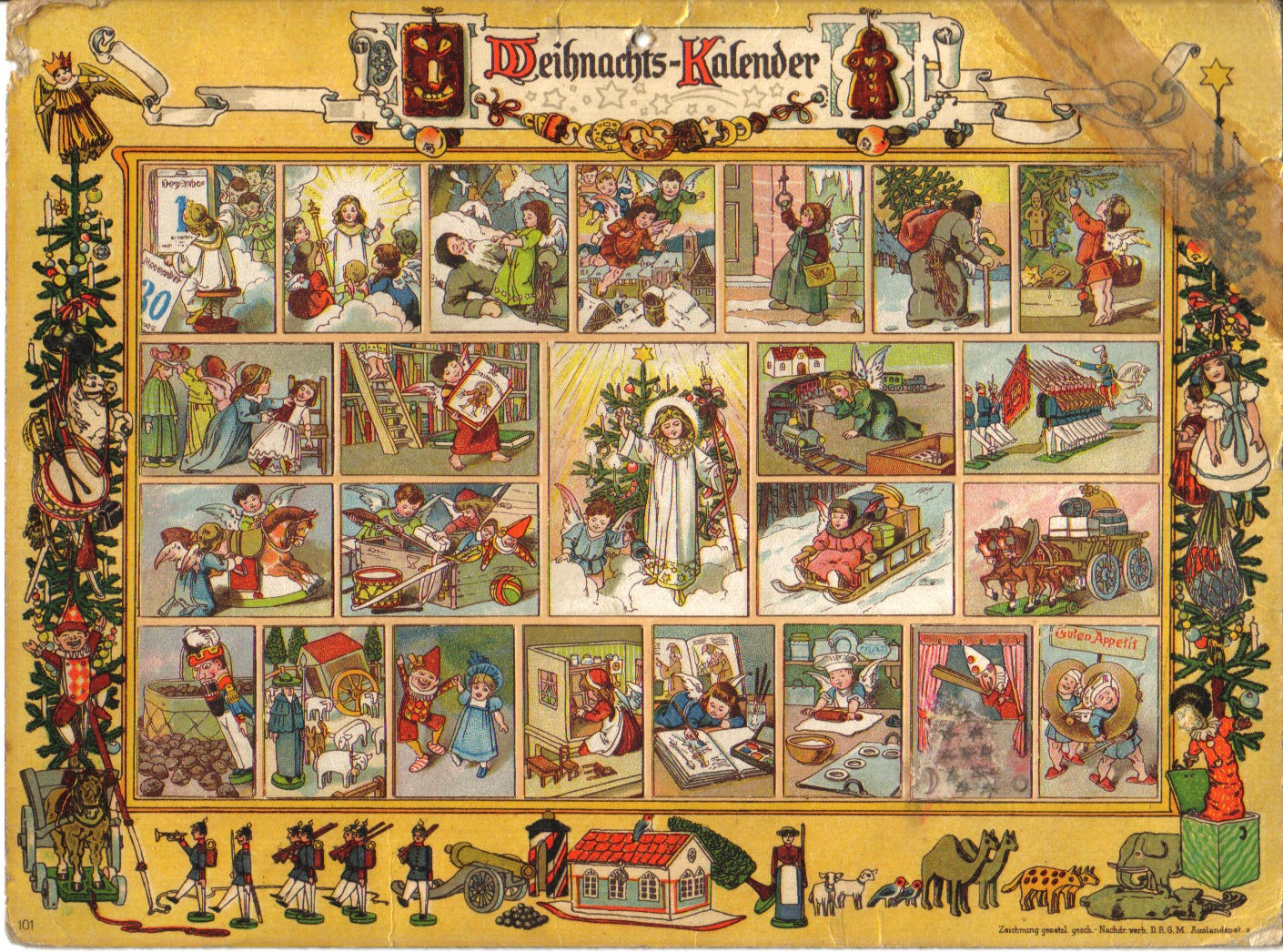
تقویم ظهور مربوط به «در سرزمین کودک مسیح»[۱]. دریچه‌ها حاوی اشعار کریسمس هستند. تصاویری از یک ورق برش، روی آنها چسبانده شده است.
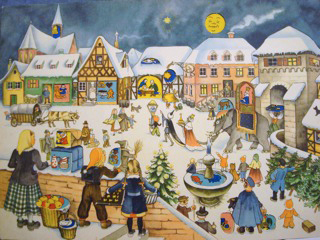
یک تقویم ظهور ۱۹۴۶ توسط ماریان اشنیگانس
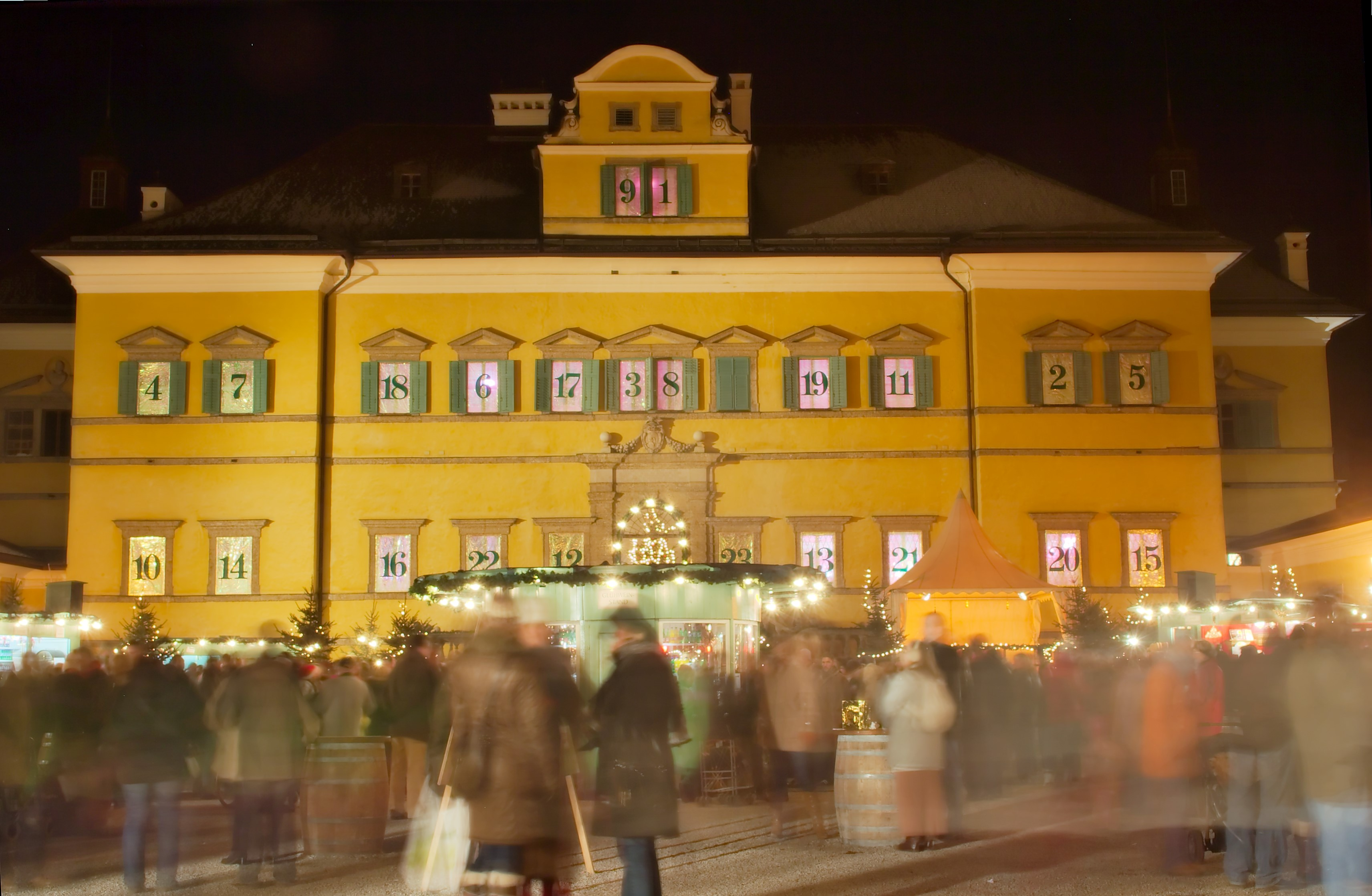
۲۴ پنجره جلوی کاخ هلبرون در زالتسبورگ، اتریش، که به عنوان تقویم ظهور در بازار کریسمس شهر استفاده می‌شود.
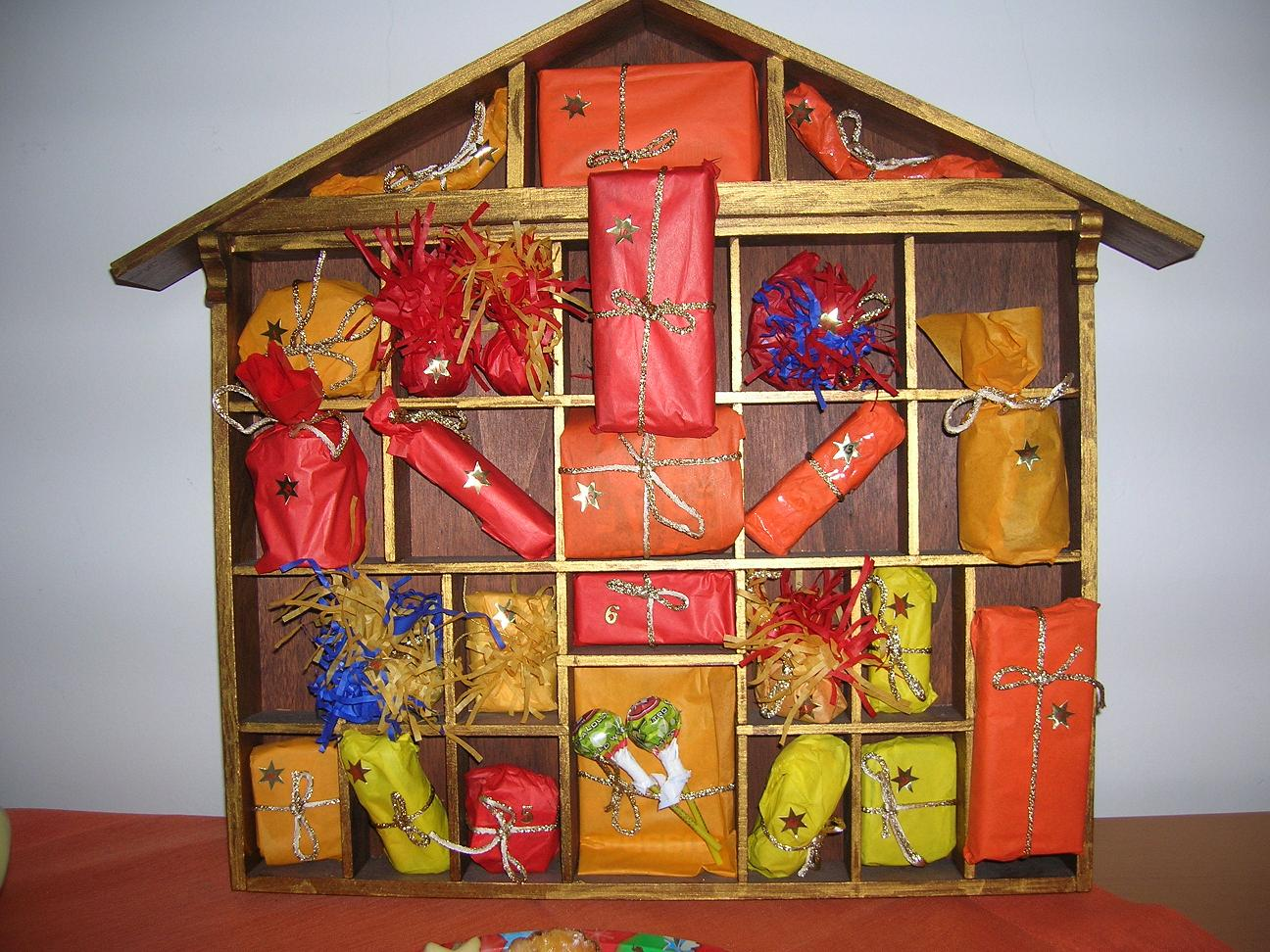
یک تقویم ظهور خانگی با هدایا
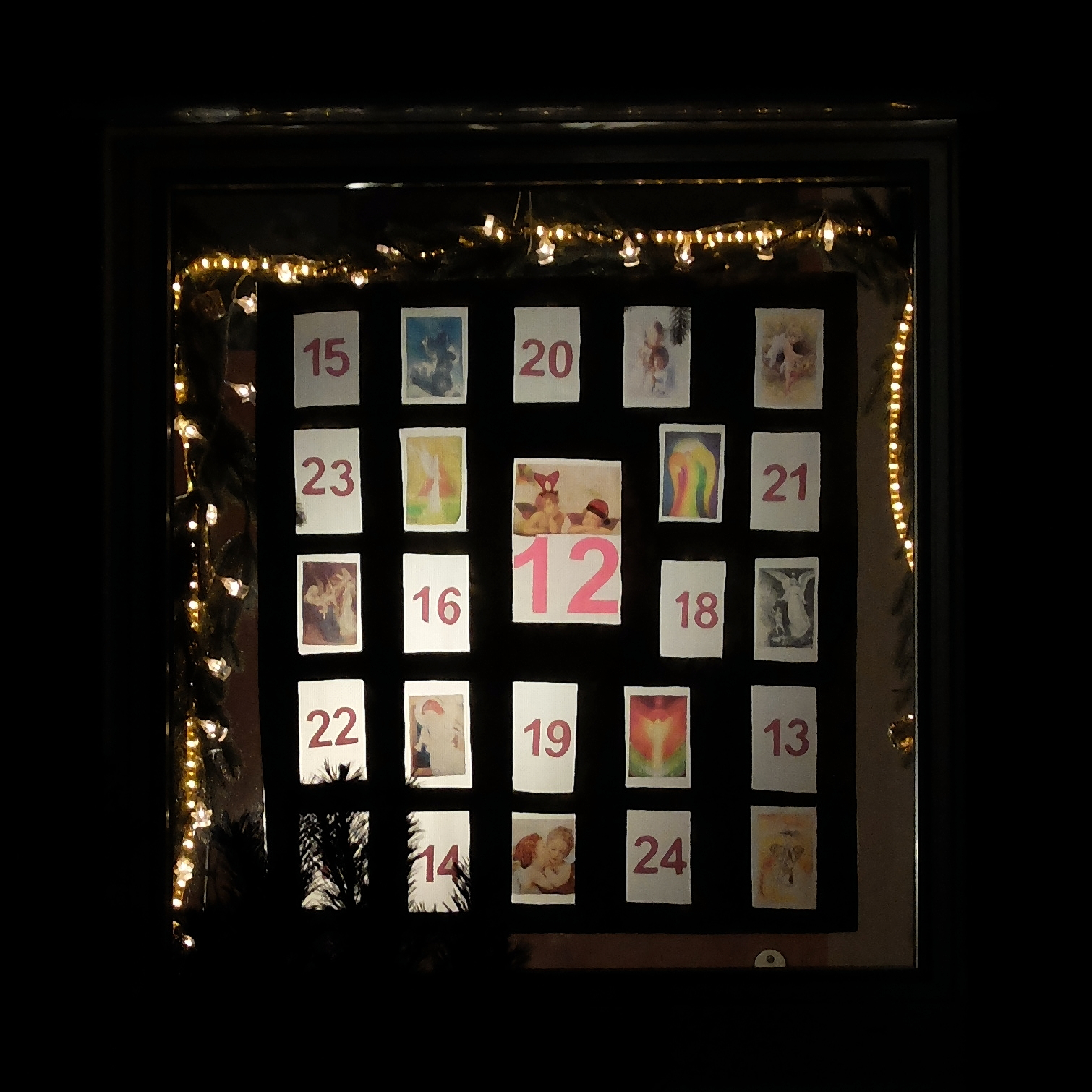
یک تقویم ظهور متشکل از تصاویری که در سمت معکوس تاریخ دارند
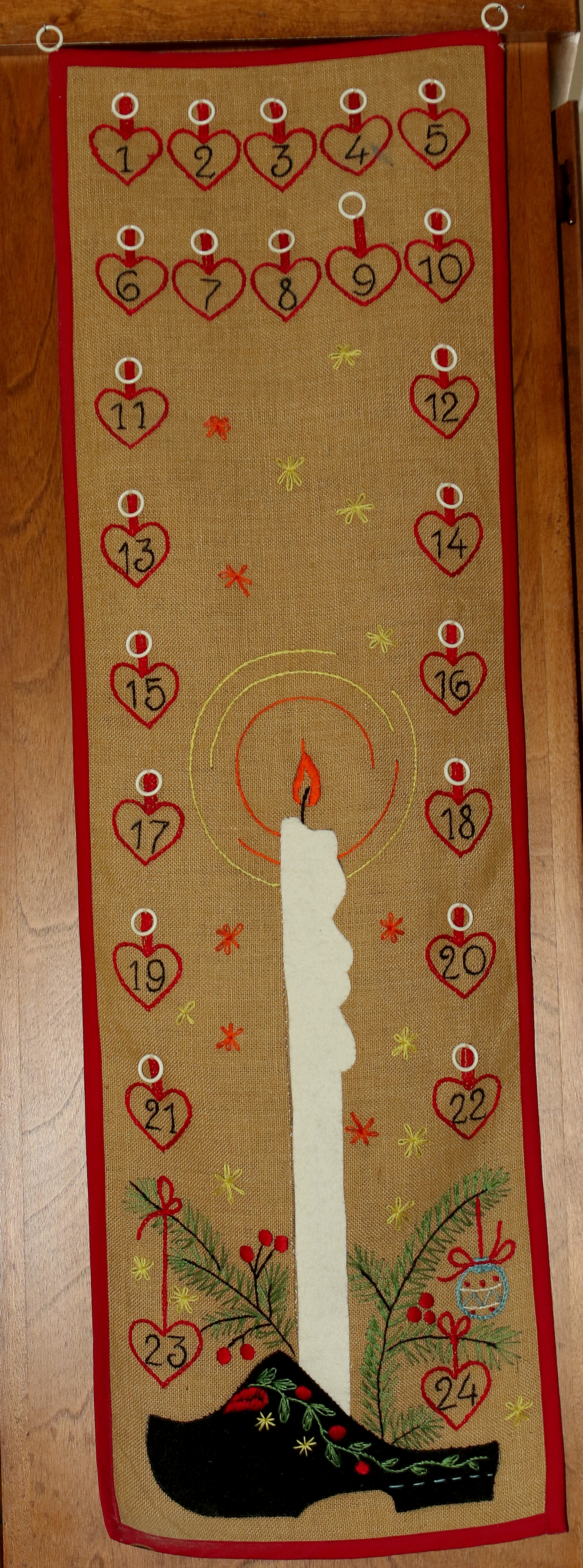
یک تقویم ظهور نروژی
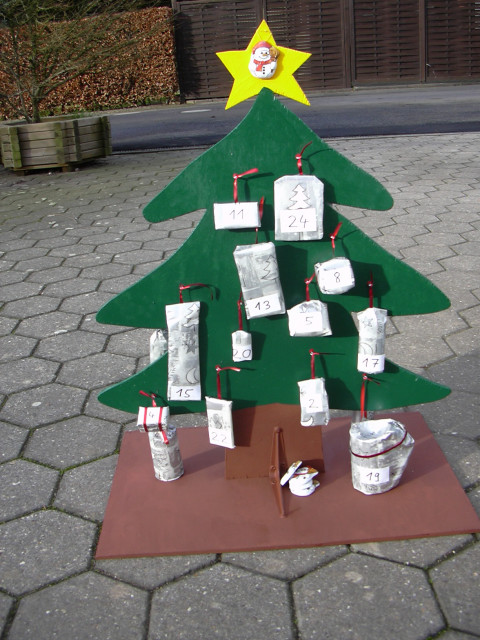
یک تقویم ظهور خانگی ساخته شده از چوب به شکل درخت کریسمس
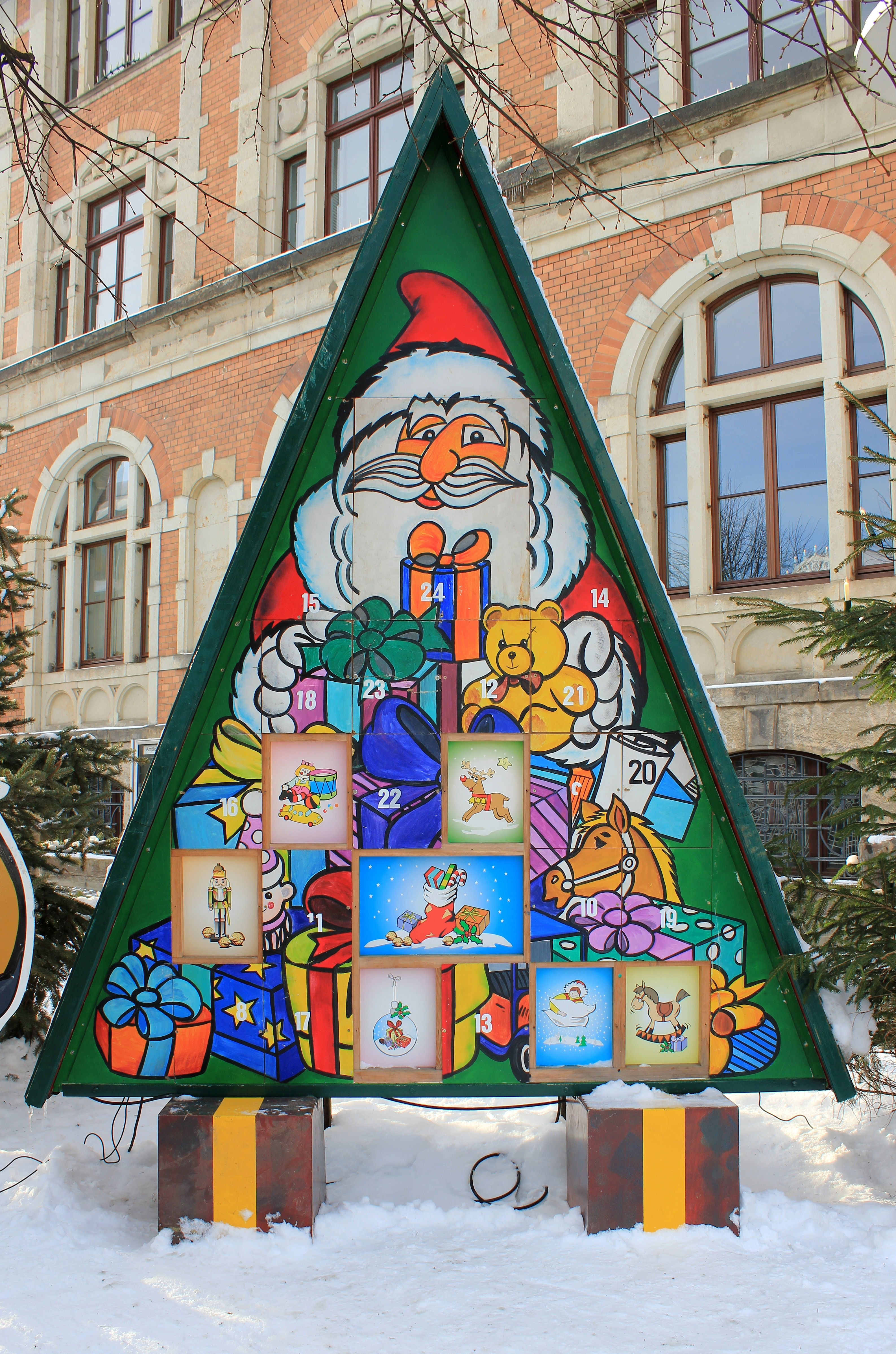
تقویم ظهور در تالار شهر در اشتولبرگ، زاکسن
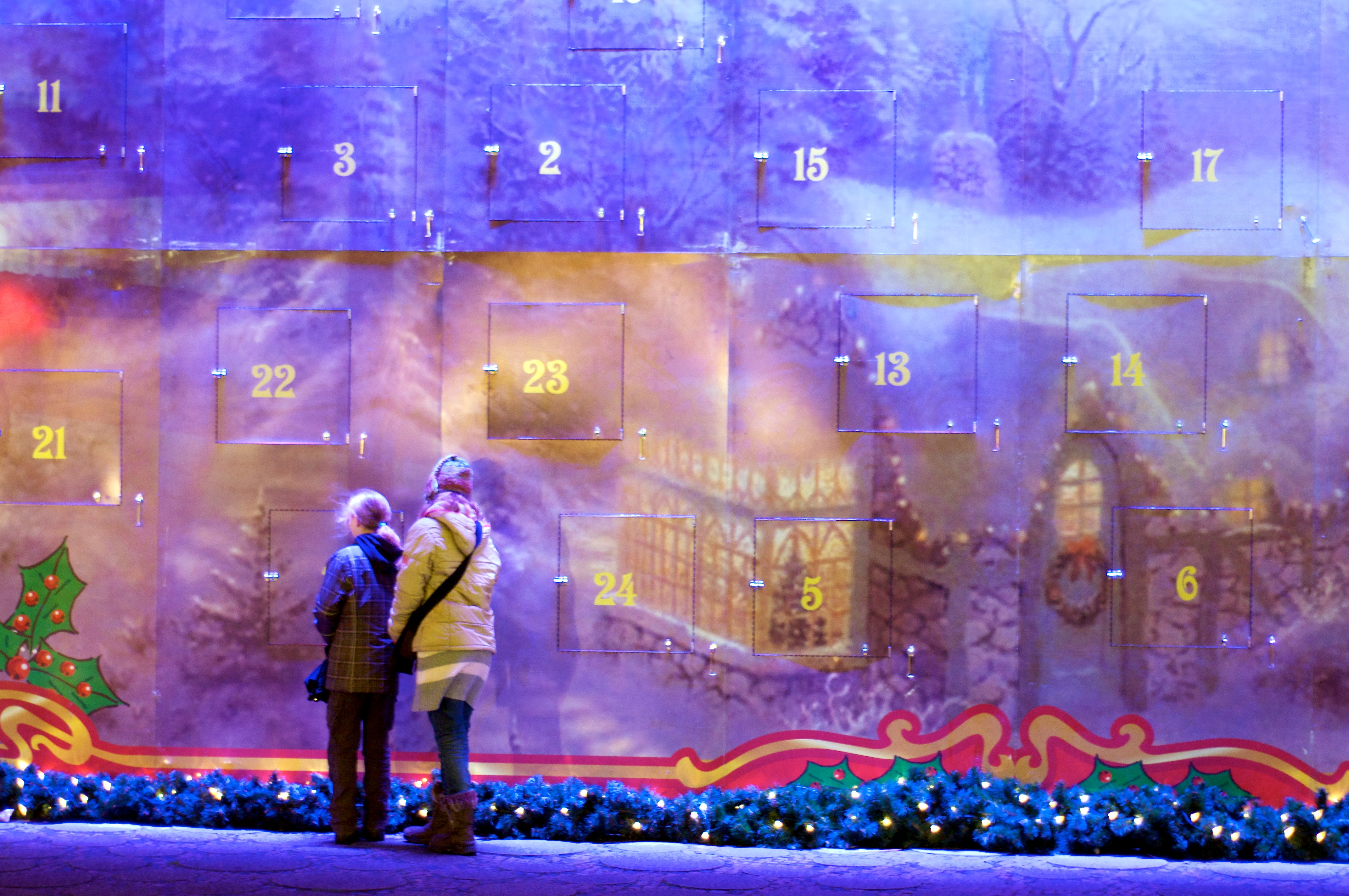
دو دختر سعی می‌کنند اولین در تقویم ظهور را در کلیسای یادبود قیصر ویلهلم در برلین باز کنند.
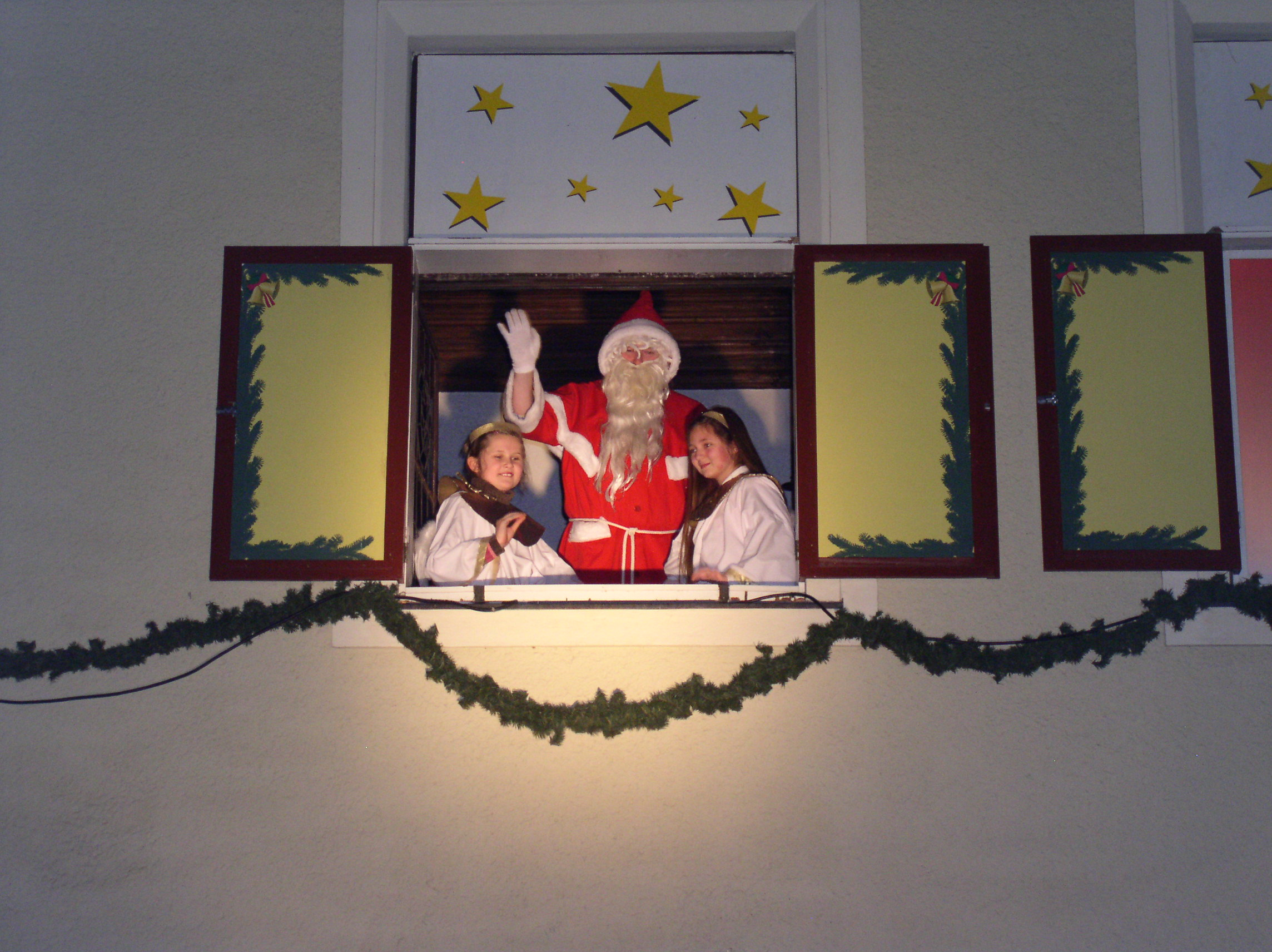
تقویم ظهور «زنده»
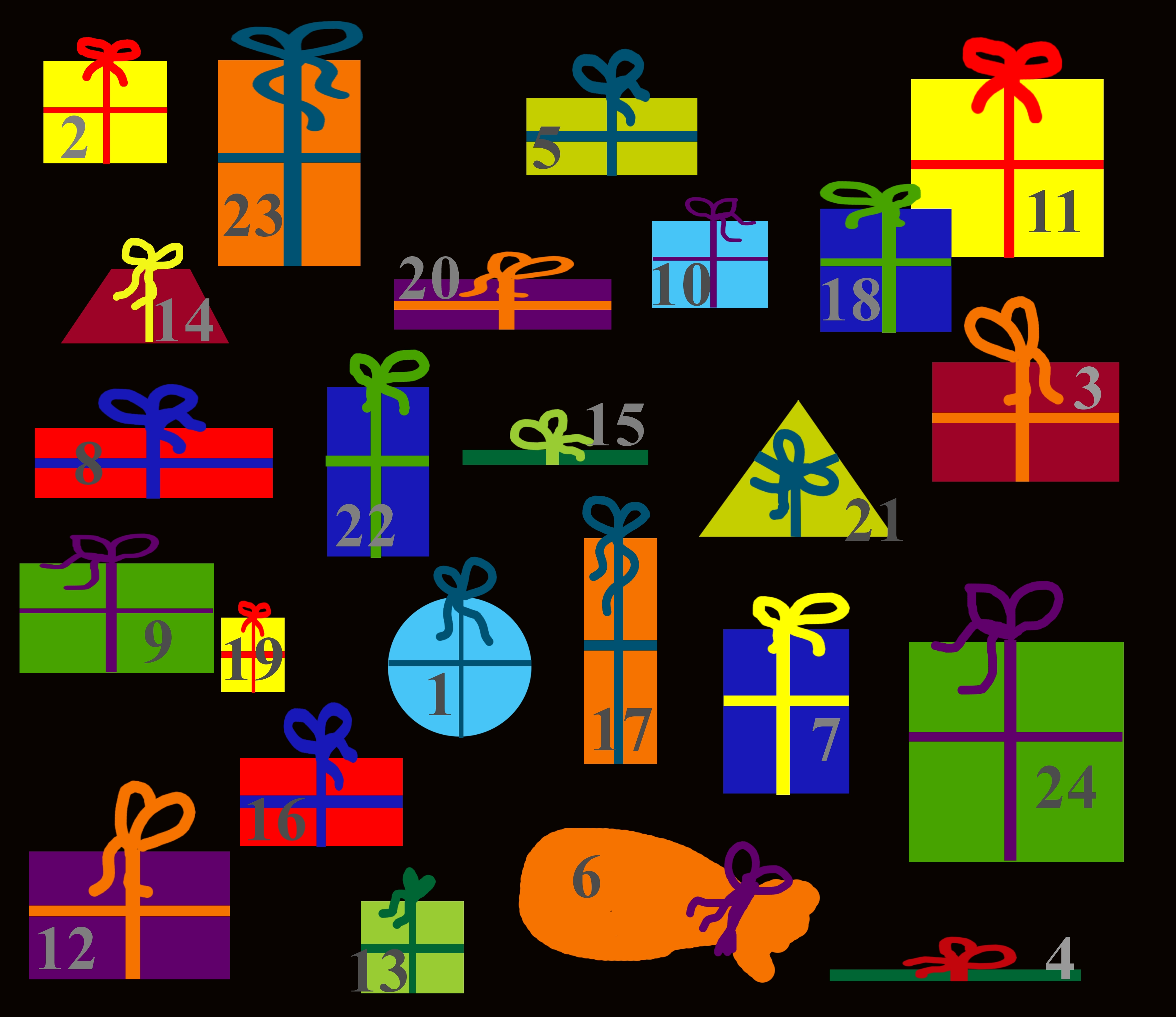
تقویم ظهور با هدایایی در زیر هر برش بازشونده کاغذ
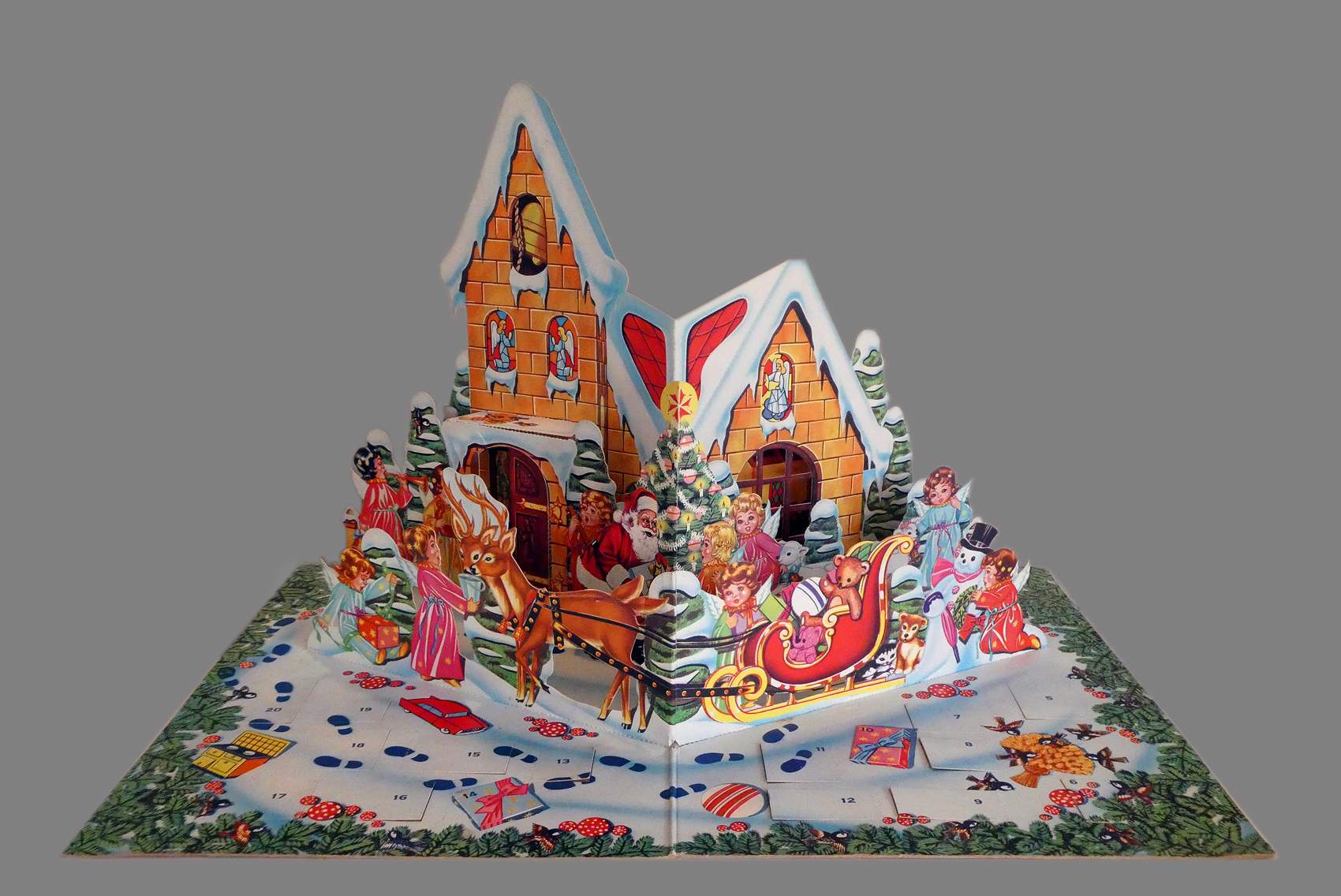
تقویم ظهور ایستاده توسط انتشاراتی کارلسن، ۱۹۵۹
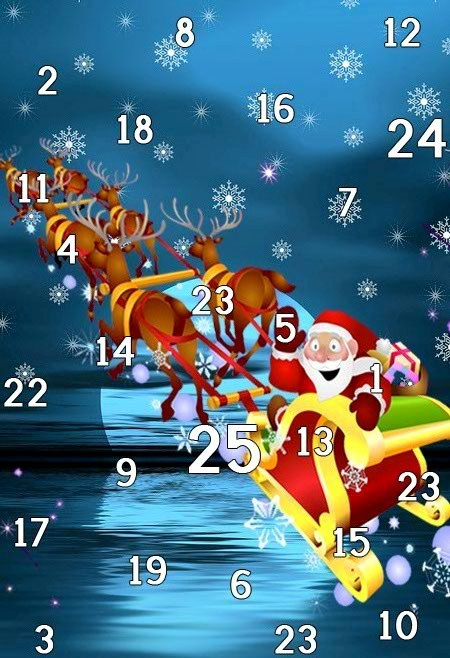
یک تقویم ظهور با بابانوئل در حال سورتمه‌سواری

## جُستارهای وابسته
- شمع ظهور
- جشن ظهور